# India.Arie
India.Arie, właśc. India Arie Simpson (ur. 3 października 1975 w Denver) – amerykańska wokalistka soul, neo-soul, R&B, autorka tekstów, kompozytorka, producentka. Gra na gitarze i flecie.

## Dyskografia
Albumy
- 2001 Acoustic Soul (#10 U.S.)
- 2002 Voyage to India (#6 U.S.)
- 2006 Testimony: Vol. 1, Life & Relationship (#1 U.S.)
- 2008 Testimony: Vol. 2, Love & Politics
- 2013 Songversation

Single
- 2001 "Video"
- 2001 "Brown Skin"
- 2001 "Strength, Courage & Wisdom"
- 2001 "Ready for Love"
- 2002 "Little Things"
- 2003 "Can I Walk with You"
- 2003 "The Truth"
- 2003 "Get it Together"
- 2006 "I Am Not My Hair" (featuring Akon)
- 2006 "The Heart of the Matter"
- 2006 "There's Hope"
- 2007 "Beautiful Flower"

Występy gościnne
- Carlos Santana – Guitar Heaven (2010)[1]

## Nagrody i wyróżnienia
Grammy

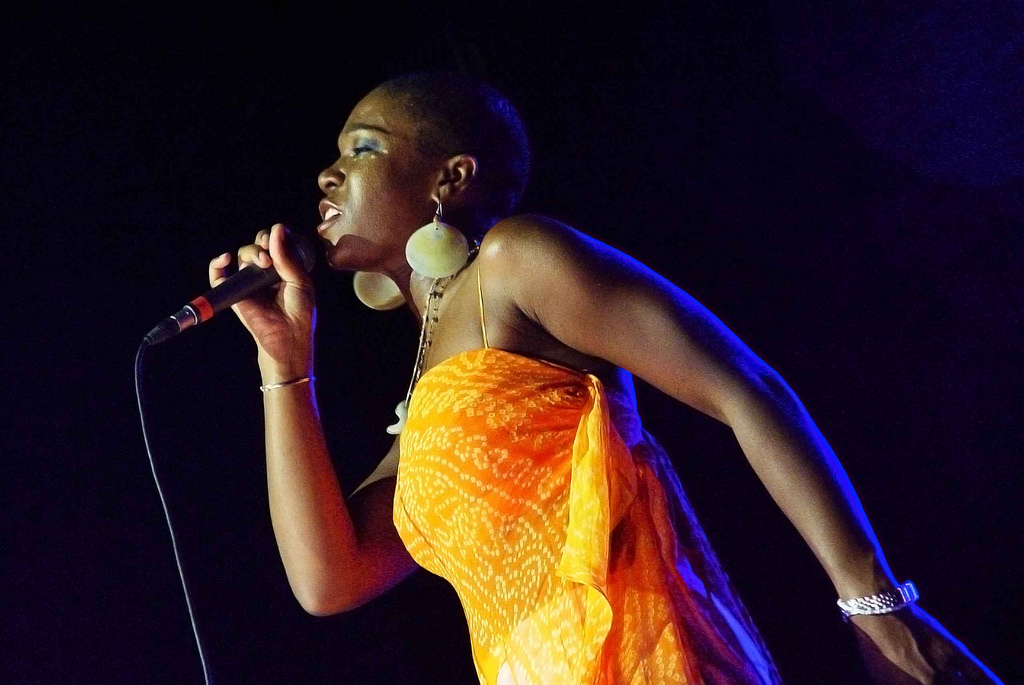
India.Arie (2004)

- 2002: 7 nominacji ("Record of the Year", "Album of the Year", "Song of the Year", "Best New Artist", "Best Female R&B Vocal Performance", "Best R&B Song", "Best R&B Album")
- 2003: 4 nominacje/ 2 nagrody ("Best Pop Collaboration with Vocals", "Best Urban/Alternative Performance", "Best R&B Song", "Best R&B Album")
- 2006: 1 nominacja ("Best Pop Collaboration with Vocals")
- 2007: 3 nominacje ("Best Female R&B Vocal Performance", "Best R&B Song", "Best R&B Album")
- 2008: 1 nominacja ("Best R&B Song")